# Titularbistum Urbs Salvia
Das Bistum Urbs Salvia (italienisch diocesi di Urbisaglia, lateinisch Dioecesis Urbis Salviae) ist ein Titularbistum der römisch-katholischen Kirche. 
Es geht zurück auf ein untergegangenes Bistum der antiken Stadt Urbs Salvia, heute Urbisaglia (Provinz Macerata) im Picenum, das der Kirchenprovinz Fermo angehörte.
| Titularbischöfe von Urbs Salvia |                                                  |                                                              |                  |                  |
| Nr.                             | Name                                             | Amt                                                          | von              | bis              |
| 1                               | Manuel Moll y Salord                             | emeritierter Bischof von Tortosa (Spanien)                   | 5. Oktober 1968  | 23. März 1972    |
| 2                               | Rafael Garcia González                           | Weihbischof in Guadalajara (Mexiko)                          | 10. Juli 1972    | 30. Mai 1974     |
| 3                               | José Mario Escobar Serna                         | Weihbischof im Kolumbianischen Militärordinariat (Kolumbien) | 20. Juni 1974    | 3. Mai 1982      |
| 4                               | José Roberto López Londoño                       | Weihbischof in Medellín (Kolumbien)                          | 24. Mai 1982     | 9. Mai 1987      |
| 5                               | Giuseppe Bertello Titularerzbischof pro hac vice | Apostolischer Nuntius Kurienerzbischof                       | 17. Oktober 1987 | 18. Februar 2012 |
| 6                               | Georg Gänswein Titularerzbischof pro hac vice    | Kurienerzbischof Apostolischer Nuntius                       | 7. Dezember 2012 |                  |